# N’Ko

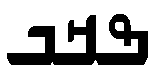
N’Ko wird wie die arabische Schrift von rechts nach links geschrieben.

N’Ko ist ein afrikanisches Schriftsystem, das 1949 von Soulemayne Kante aus Kankan, Guinea, erfunden wurde. Der Name N'Ko bedeutet in allen Manding-Sprachen „Ich sage“.

## Geschichte

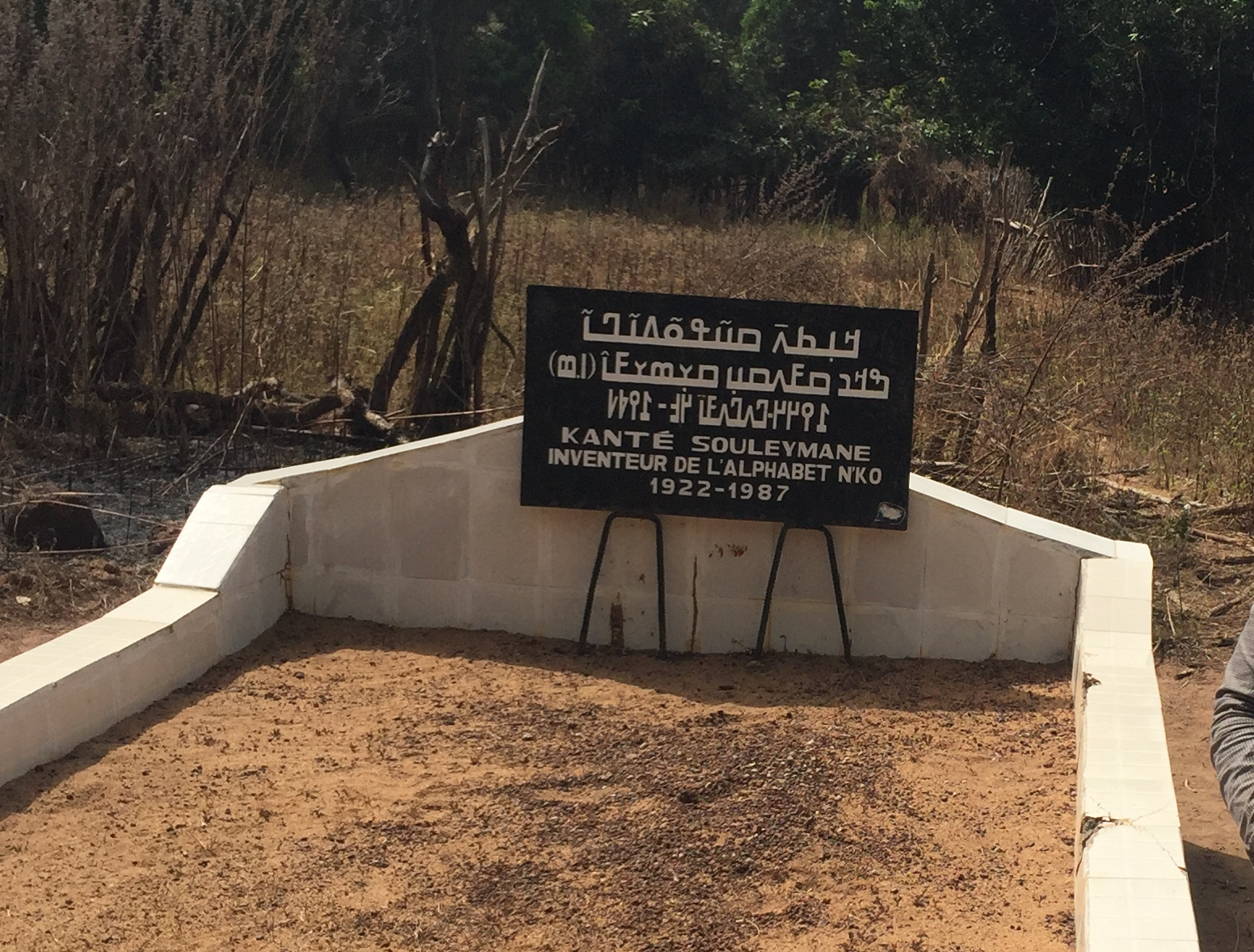
Grab von Souleymane Kanté. Auf Französisch steht unten: „Erfinder des N'Ko-Alphabets“

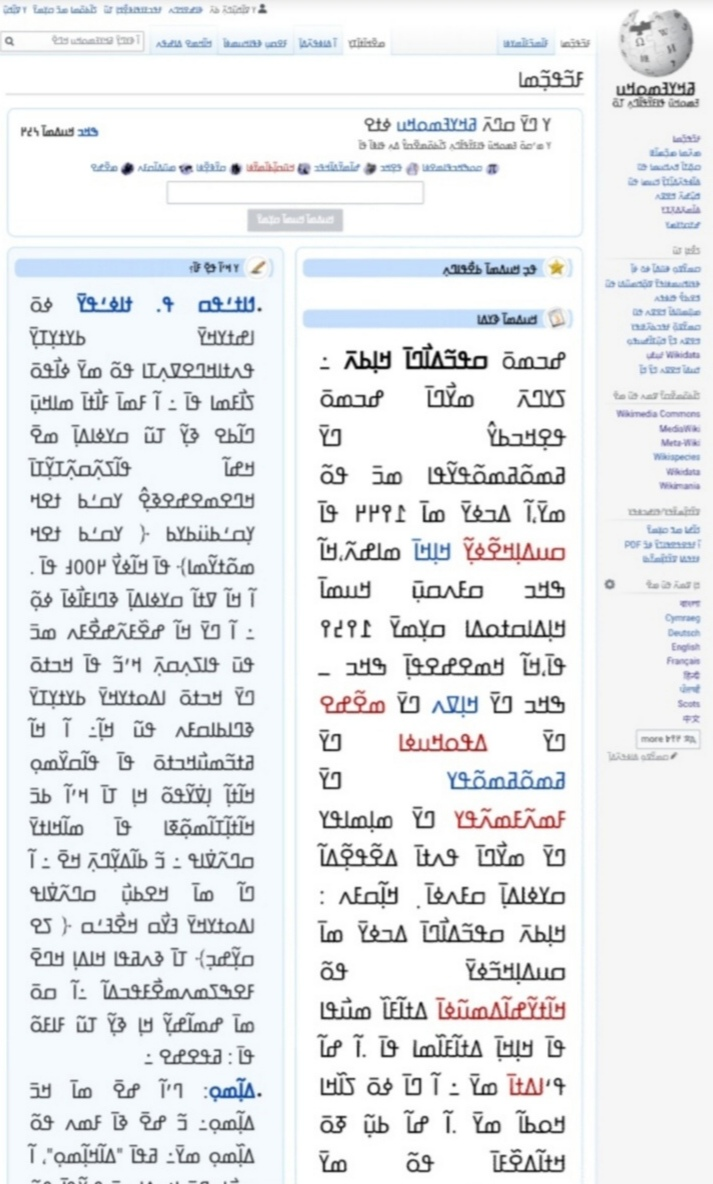
Screenshot der N'Ko-Wikipedia

Der 1922 geborene Soulemayne Kanté störte sich daran, dass manche Fremde Afrika als kulturlos erachteten, da es kein einheimisches Schriftsystem habe. Eine weit verbreitete Geschichte besagt, dass Kanté über einen Zeitungsartikel eines libanesischen Reporters wütend war, in dem afrikanische Sprachen mit denen der Vögel gleichgesetzt werden, die unmöglich zu transkribieren seien. 
Als die Schrift am 14. April 1949 (dem heutigen Tag des N'Ko-Alphabets) fertiggestellt war, begann man, N'Ko in Lehrbüchern zu verwenden; Kante hatte religiöse, wissenschaftliche und philosophische Literatur und ein Wörterbuch transkribiert. Die Schrift erhielt ihre erste speziell angefertigte Schreibmaschine aus Osteuropa, als Guinea in den 1950er Jahren Beziehungen zur Sowjetunion unterhielt.
Die Einführung der Schrift förderte die Alphabetisierung in der N'Ko-Schrift unter den Manding-Sprechern sowohl im anglophonen als auch im frankophonen Teil Westafrikas. Die Alphabetisierung in der N'Ko-Schrift trug maßgeblich zur Herausbildung der kulturellen Identität der Maninka in Guinea bei und stärkte auch die Identität der Manding in anderen Teilen Westafrikas. Obwohl N'ko meist informell durch Vereine zur Förderung der Alphabetisierung gelehrt wird, wurde es in jüngerer Zeit auch im regulären Unterricht an privaten Grundschulen in Oberguinea eingeführt und gilt als die erfolgreichste der westafrikanischen Schriften.
Es gibt auch eine N'ko-Version von Wikipedia, die seit dem 26. November 2019 existiert. Sie enthält 975 Artikel (Stand: 16. August 2021), 7.880 Bearbeitungen und 2.018 Benutzer.

## Schriftsystem
Die Schrift weist einige Ähnlichkeiten mit der arabischen Schrift auf, insbesondere die Schreibrichtung (von rechts nach links) und die Buchstaben, die an der Basis verbunden sind. Im Gegensatz zum Arabischen ist es obligatorisch, sowohl Töne als auch Vokale zu markieren. N'Ko-Töne werden als diakritische Zeichen markiert, ähnlich wie einige Vokale im Arabischen. 
Die N’Ko-Schrift wird vor allem in Guinea, Mali und der Elfenbeinküste für die Sprachen Maninka, Bambara und Dioula verwendet. Es wird von rechts nach links geschrieben. Mit der zunehmenden Verbreitung von Computern und dem damit verbundenen Wunsch, allen Menschen Zugang zur Informationstechnologie zu verschaffen, stellte sich die Herausforderung, Möglichkeiten zur Nutzung der N'Ko-Schrift auf Computern zu entwickeln. Seit den 1990er Jahren gab es Bestrebungen, Schriftarten und sogar Webinhalte zu entwickeln, indem andere Software und Schriftarten adaptiert wurden. 

### Vokale

Das N'Ko-Symbol Gbakurunen markiert das Ende eines größeren Textabschnitts. Es stellt die drei Steine dar, die einen Kochtopf über dem Feuer halten.

| ɔ | o | u | ɛ | i | e | a |
|   |   |   |   |   |   |   |

### Konsonanten
| ra | da | cha | ja | ta  | pa | ba  |
|    |    |     |    |     |    |     |
| ma | la | ka  | fa | gba | sa | rra |
|    |    |     |    |     |    |     |
| n' |    | ya  | wa | ha  | na | nya |
|    |    |     |    |     |    |     |

### Unicode
Seit Herbst 2006 ist N’Ko im Unicode-Standard 5.0 und damit in Zukunft mit den neuesten Betriebssystemen auf allen Rechnern der Welt verfügbar (siehe auch Unicodeblock N’Ko).